# Formats de l'ukiyo-e

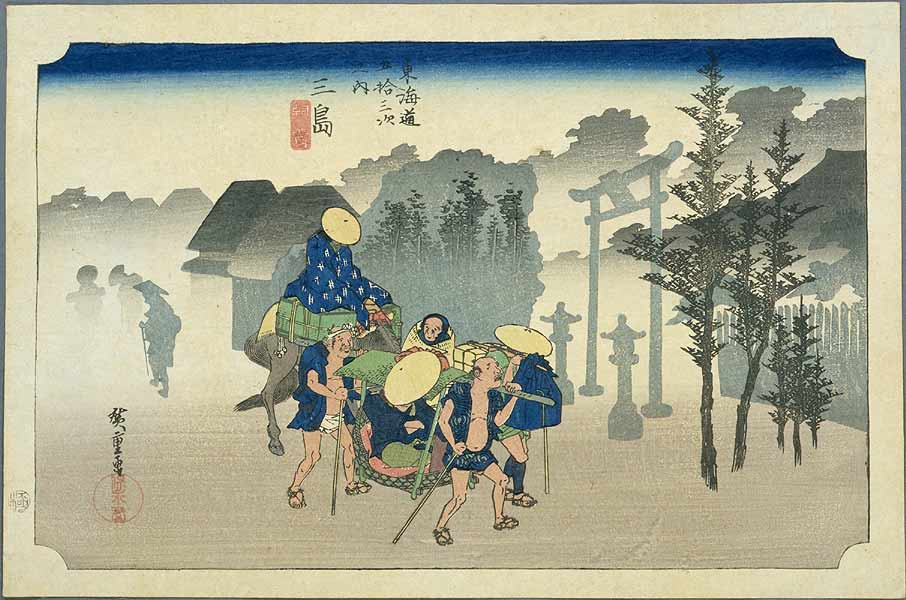
Hiroshige : Mishima, une des Cinquante-Trois Stations du Tōkaidō (format ōban, orientation yoko-e)

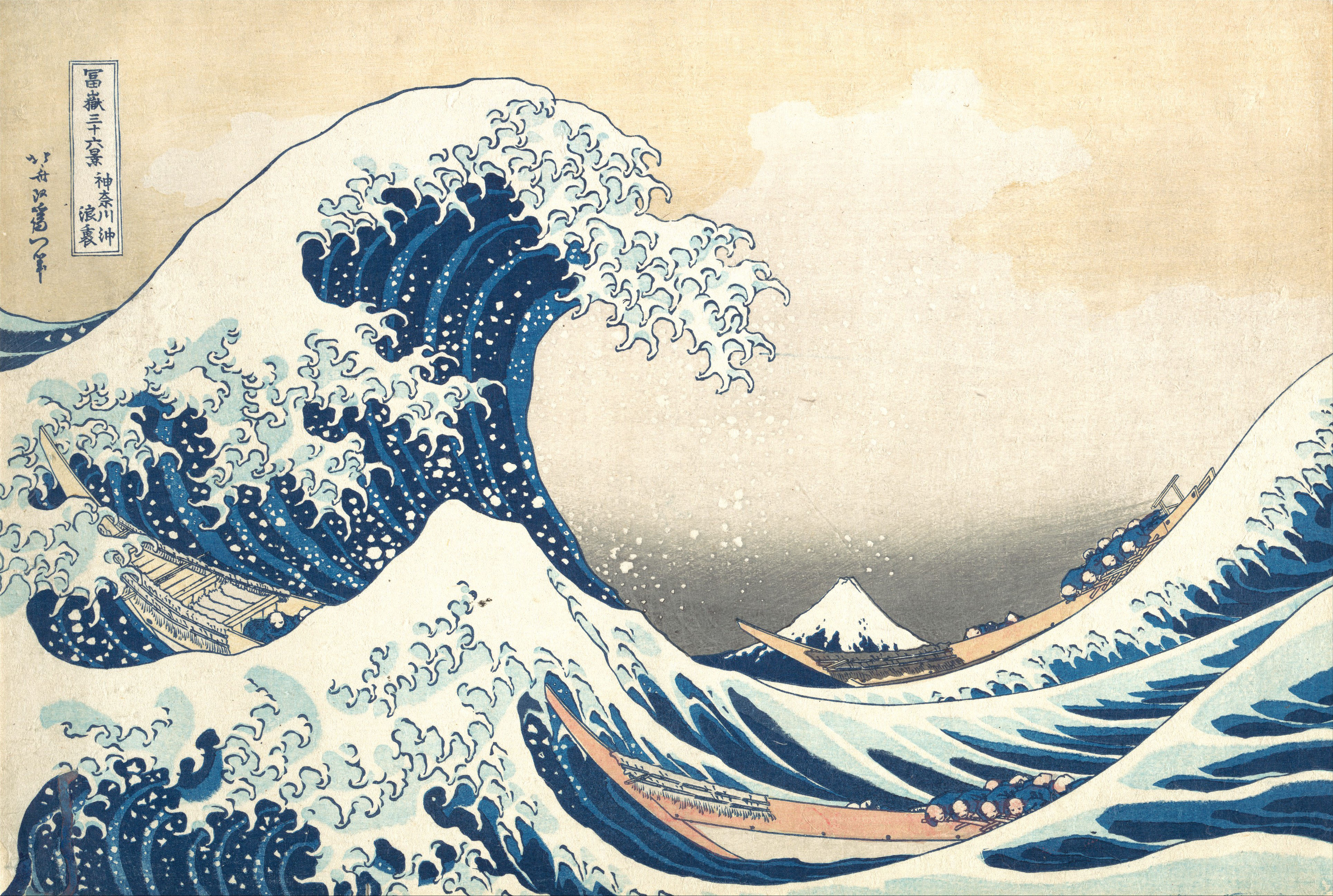
Hokusai : La Grande Vague de Kanagawa (format ōban, orientation yoko-e)

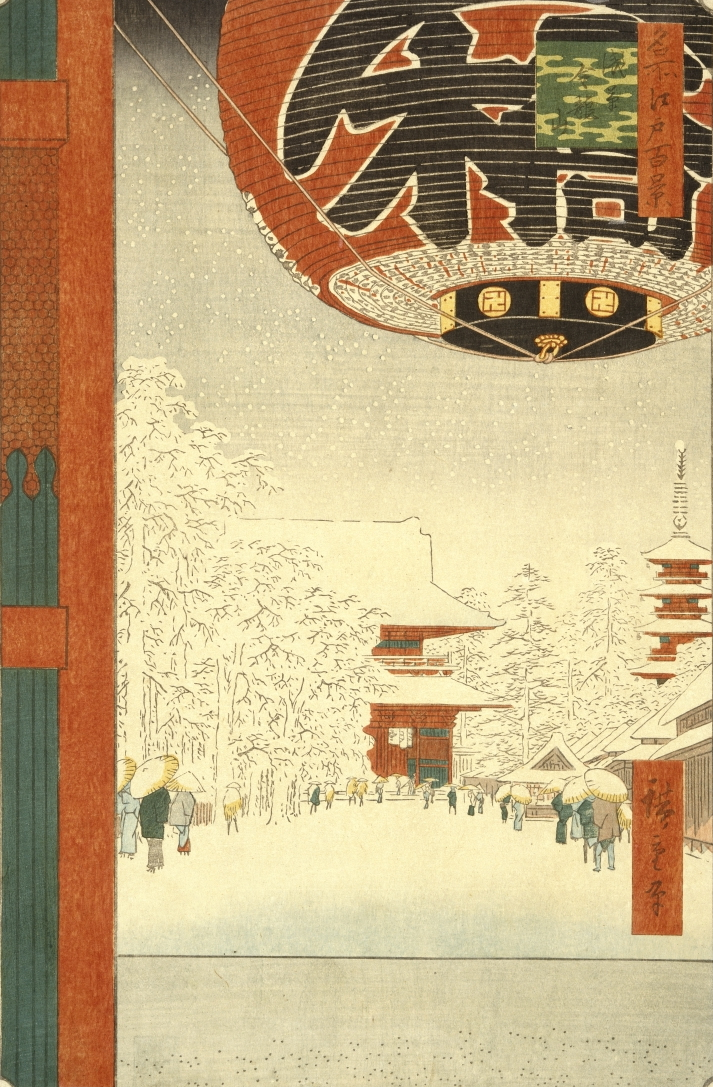
Hiroshige : une des Cent Vues d'Edo (format ōban, orientation tate-e)

Les formats de l’ukiyo-e utilisés pour les estampes japonaises les plus fréquemment rencontrés sont le format ōban (environ 37 × 25 cm) et le format chūban (environ 25 × 19 cm).
L'orientation des estampes peut être yoko-e (orientation « paysage ») ou tate-e (orientation « portrait »). C'est l'orientation tate-e qui est la plus fréquente, sauf dans le format ōban (tout au moins dans le cas des estampes de paysage (fūkei-ga) de Hokusai et de Hiroshige, qui font appel la plupart du temps à des estampes ōban d'orientation yoko-e).

## Ōban
Le format ōban (大判) est un des principaux formats de papier utilisés pour les estampes japonaises.
Ce format mesurait environ 37 à 38 × 25,5 cm. Il a été le format le plus utilisé pour les estampes de peintres japonais comme Kiyonaga, Utamaro, Sharaku, Hiroshige, Hokusai… Kiyonaga, le premier, en fit un large usage pour obtenir des images moins intimistes que ce que permettait le petit format chūban ; Il en accrut encore les possibilités en faisant souvent appel à des estampes de format ōban sous forme de diptyques, voire de triptyques.

## Ō-ōban
Le format ō-ōban (« grand ōban ») est un peu plus grand que le format ōban classique, et mesure environ 58 × 32 cm.

## Chūban

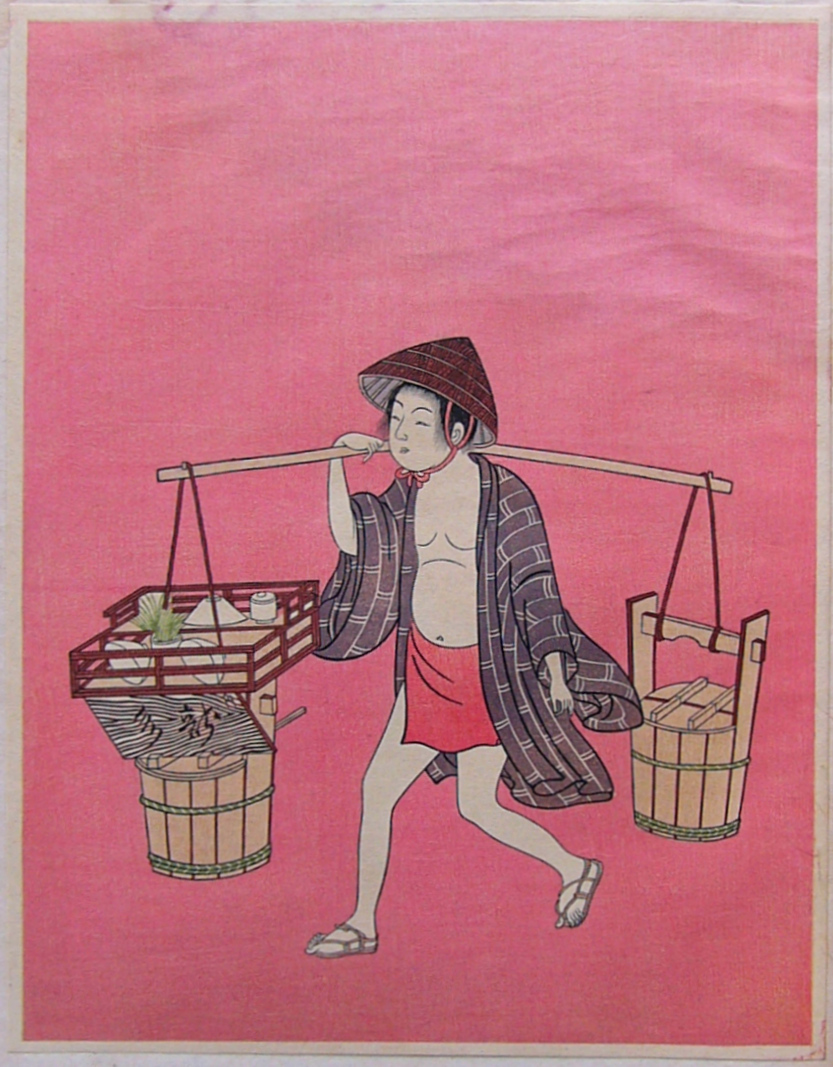
Harunobu : petit vendeur d'eau (format chūban)

Le format chūban (中判) est un format fréquemment utilisé pour les estampes japonaises de petite taille.
Il mesurait environ 25 à 26 × 17 à 19 cm. Ses grands utilisateurs furent des artistes comme Harunobu, Koryusai ou Ippitsusai Bunchō ; plus tard, vers la fin du XVIIIe et au XIXe siècles, le format ōban, de plus grande taille, sera plus fréquemment utilisé.

## Chūtanzaku
Format d'impression d'environ 36 × 13 cm

## Yotsugiri
C'est un format de petite taille, rarement rencontré ; il fait la moitié d'un format chūban, et mesure environ 19 × 13 cm. Les estampes de cette taille sont souvent obtenues en imprimant quatre estampes sur une seule planche de bois de format ōban.

## Aiban
Le format aiban est un format d'estampe plutôt rare, à mi-chemin entre le format ōban et le format chūban. Il mesure environ 34 × 23 cm.

## Koban
Il s'agit d'un format rare de petite taille. Correspondant à la moitié d'un aiban, il mesure environ 23 × 17 cm.

## Hosoban
Le format hosoban (細判) est un format rare, de forme étroite. Il mesure  33 × 14,5 - 22 cm . Il était plus commun dans les anciennes estampes d'acteurs du XVIIIe siècle, bien qu'il soit toujours utilisé au XIXe siècle dans les estampes de kacho-ga.

## Hashira-e

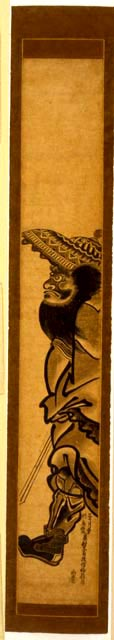
Estampe d'Okumura Masanobu, de format hashira-e. L'exorciste Shōki marchant à grands pas.

Un hashira-e (柱絵) est une longue estampe très étroite, verticale, destinée à être accroché aux piliers d'une maison, et éditée sur un papier de taille spéciale (environ 70 × 12 cm). Des artistes comme Okumura Masanobu ou Suzuki Harunobu ont produit un certain nombre d'hashira-e.

## Kakemono-e
Les kakemono (掛物) sont des rouleaux pendus au mur en position verticale ; le format kakemono-e est donc long et plutôt étroit, souvent formé de deux estampes de format ōban, placées l'une au-dessus de l'autre pour former un diptyque vertical.

## Mameban
Format d'impression d'environ 12 × 8 cm, parfois appelé « impression jouet ».

## Ōtansaku
Approximativement 37 × 17 cm.

## Shikishiban
Format d'impression d'environ 21 × 18 cm, souvent utilisé pour les surimono.